# Campeonato Mundial de Esgrima de 2014
O Campeonato Mundial de Esgrima de 2014 foi a 76ª edição do torneio organizado pela Federação Internacional de Esgrima (FIE) junto com a Federação Russa de Esgrima. Foi realizado na cidade de Cazã (Rússia) nos dias 15 a 23 de julho de 2014. As competições foram realizadas no pavilhão Academia de Tenis da cidade russa.

## Calendário
Calendário de acordo com o site oficial
| ● | Fase de Classificação |  | Finais |

| Julho de 2014       | Julho de 2014       | Ter 15 | Qua 16 | Qui 17 | Sex 18 | Sáb 19 | Dom 20 | Seg 21 | Ter 22 | Qua 23 | Total |
| ------------------- | ------------------- | ------ | ------ | ------ | ------ | ------ | ------ | ------ | ------ | ------ | ----- |
| Florete individual  | Florete individual  |        | ●      |        |        | 2      |        |        |        |        | 2     |
| Espada individual   | Espada individual   |        |        | ●      |        |        | 2      |        |        |        | 2     |
| Sabre individual    | Sabre individual    | ●      |        |        | 2      |        |        |        |        |        | 2     |
| Florete por equipes | Florete por equipes |        |        |        |        |        |        | ●      | 2      |        | 2     |
| Espada por equipes  | Espada por equipes  |        |        |        |        |        |        |        | ●      | 2      | 2     |
| Sabre por equipes   | Sabre por equipes   |        |        |        |        |        | ●      | 2      |        |        | 2     |
| Finais por dia      | Finais por dia      | 0      | 0      | 0      | 2      | 2      | 2      | 2      | 2      | 2      | 12    |

## Resultados
Masculino
| Evento                       | Ouro                                                                             | Prata                                                                      | Bronze                                                                        |
| Espada individual detalhes   | Ulrich Robeiri · França                                                          | Park Kyoung-Doo Coreia do Sul                                              | Enrico Garozzo · Itália · Gauthier Grumier · França                           |
| Espada por equipes detalhes  | Gauthier Grumier · Daniel Jerent · Jean-Michel Lucenay · Ulrich Robeiri · França | Jung Jin-Sun Kweon Young-Jun Park Kyoung-Doo Park Sang-Young Coreia do Sul | Max Heinzer · Fabian Kauter · Michele Niggeler · Benjamin Steffen · Suíça     |
| Florete individual detalhes  | Aleksey Cheremisinov · Rússia                                                    | Ma Jianfei · China                                                         | Enzo Lefort · França · Timur Safin · Rússia                                   |
| Florete por equipes detalhes | Erwann Le Péchoux · Enzo Lefort · Julien Mertine · Vincent Simon · França        | Chen Haiwei · Lei Sheng · Ma Jianfei · Shi Jialuo · China                  | Valerio Aspromonte · Giorgio Avola · Andrea Baldini · Andrea Cassarà · Itália |
| Sabre individual detalhes    | Nikolai Kovaliov · Rússia                                                        | Gu Bon-Gil Coreia do Sul                                                   | Tiberiu Dolniceanu · Roménia · Alexei Yakimenko · Rússia                      |
| Sabre por equipes detalhes   | Max Hartung · Nicolas Limbach · Matyas Szabo · Benedikt Wagner · Alemanha        | Gu Bon-Gil Kim Jung-Hwan Oh Eun-Seok Won Woo-Young Coreia do Sul           | Tamás Decsi · Csanád Gémesi · András Szatmári · Áron Szilágyi · Hungria       |

Femininos
| Evento                       | Ouro                                                                                        | Prata                                                                                 | Bronze                                                                                    |
| Espada individual detalhes   | Rossella Fiamingo · Itália                                                                  | Britta Heidemann · Alemanha                                                           | Erika Kirpu · Estónia · Yana Shemiakina · Ucrânia                                         |
| Espada por equipes detalhes  | Tatiana Gudkova · Violetta Kolobova · Liubov Shutova · Yana Zvereva · Rússia                | Julia Beljajeva · Irina Embrich · Erika Kirpu · Kristina Kuusk · Estónia              | Bianca Del Carretto · Rossella Fiamingo · Mara Navarria · Francesca Quondamcarlo · Itália |
| Florete individual detalhes  | Arianna Errigo · Itália                                                                     | Martina Batini · Itália                                                               | Valentina Vezzali · Itália · Inès Boubakri · Tunísia                                      |
| Florete por equipes detalhes | Martina Batini · Elisa Di Francisca · Arianna Errigo · Valentina Vezzali · Itália           | Yuliya Beriukova · Inna Deriglazova · Larisa Korobeinikova · Diana Yakovleva · Rússia | Gaëlle Gebet · Astrid Guyart · Corinne Maîtrejean · Ysaora Thibus · França                |
| Sabre individual detalhes    | Olha Jarlan · Ucrânia                                                                       | Mariel Zagunis · Estados Unidos                                                       | Yekaterina Diachenko · Rússia · Yana Yegorian · Rússia                                    |
| Sabre por equipes detalhes   | Ibtihaj Muhammad · Anne-Elizabeth Stone · Dagmara Wozniak · Mariel Zagunis · Estados Unidos | Cécilia Berder · Saoussen Boudiaf · Manon Brunet · Charlotte Lembach · França         | Olha Jarlan · Olena Kryvytska · Olena Voronina · Olha Zhovnir · Ucrânia                   |

## Quadro de Medalhas
| Ordem | País           | Medalha de ouro | Medalha de prata | Medalha de bronze | Total |
| ----- | -------------- | --------------- | ---------------- | ----------------- | ----- |
| 1     | Rússia         | 3               | 1                | 4                 | 8     |
| 1     | Itália         | 3               | 1                | 4                 | 8     |
| 3     | França         | 3               | 1                | 3                 | 7     |
| 4     | Alemanha       | 1               | 1                | 0                 | 2     |
| 4     | Estados Unidos | 1               | 1                | 0                 | 2     |
| 6     | Ucrânia        | 1               | 0                | 2                 | 3     |
| 7     | Coreia do Sul  | 0               | 4                | 0                 | 4     |
| 8     | China          | 0               | 2                | 0                 | 2     |
| 9     | Estónia        | 0               | 1                | 1                 | 2     |
| 10    | Hungria        | 0               | 0                | 1                 | 1     |
| 10    | Roménia        | 0               | 0                | 1                 | 1     |
| 10    | Suíça          | 0               | 0                | 1                 | 1     |
| 10    | Tunísia        | 0               | 0                | 1                 | 1     |
| Total | Total          | 12              | 12               | 18                | 42    |